# Сюткент
Сюткент (каз. Сүткент) — село в Шардаринском районе Туркестанской области Казахстана. Административный центр Сюткентского сельского округа. Код КАТО — 516447100.
В 2 км к западу от села расположен памятник археологии — городище Сюткент, которое входит в список памятников истории и культуры местного значения Туркестанской области.

## Население
В 1999 году население села составляло 2562 человека (1283 мужчины и 1279 женщин). По данным переписи 2009 года в селе проживали 2744 человека (1390 мужчин и 1354 женщины).

## Известные жители и уроженцы
- Бейсембаев, Ахмет (1890 — 1976) — Герой Социалистического Труда.
- Кушеков, Самет (1888 — 1978) — Герой Социалистического Труда.
- Устемиров, Тюмебай (1920 — 1984) — Герой Социалистического Труда.